# Малахитовая шкатулка (мультфильм)
«Малахитовая шкатулка» — советский кукольный мультипликационный фильм режиссёра Олега Николаевского, снятый Свердловской киностудией в 1976 году по мотивам одноимённого сказа Павла Петровича Бажова. Мультфильм, как и его первоисточник, является продолжением сказа «Хозяйка Медной горы», экранизированного годом ранее.
В мультфильме звучит музыка в исполнении Государственного симфонического оркестра кинематографии СССР. Дирижёр — Давид Штильман.

## Сюжет
После смерти Степана у Настасьи, его вдовы, осталась малахитовая шкатулка. Танюшке, их дочке, шкатулка заменяла игрушки, и любое украшение было ей к лицу. Однажды в их дом пришла странница и взялась учить Танюшку рукоделию. А перед уходом подарила маленькую пуговицу, назвав её памяткой. С той поры стала Танюшка мастерицей. Потом их дом сгорел, и семье пришлось продать шкатулку. Когда молодой барин, приехавший на завод, увидел Танюшку, то решил взять её в жёны. Девушка согласилась, но при условии, что он покажет ей царские малахитовые палаты.

## Создатели
- Автор сценария: Александр Тимофеевский
- Песня на стихи: Марка Лисянского
- Режиссёр-постановщик: Олег Николаевский
- Оператор и кукловод: Валентин Баженов
- Художник и декоратор: А. Голощук
- Композитор: Владислав Казенин
- Звукооператор: Маргарита Томилова
- В ролях: Олег Николаевский (сказитель)
- Монтажёр: Л. Пермякова
- Ассистенты: Татьяна Васильева, Н. Банько, Г. Шендерова, Н. Рудакова
- Куклы и декорации выполнены: В. Васенькиным, П. Куфтиным, Юрием Ушаковым
- Редакторы: Н. Дуйкова, И. Орлов
- Директор картины: Фёдор Антонов

## Мультфильмы по сказам Павла Бажова
В честь 100-летия Павла Петровича Бажова на Свердловской киностудии разными режиссёрами были сняты мультипликационные экранизации его сказов, в том числе и этот мультфильм:
- «Синюшкин колодец» (1973 год)
- «Медной горы хозяйка» (1975 год)
- «Малахитовая шкатулка» (1976 год)
- «Каменный цветок» (1977 год)
- «Подарёнка» (1978 год)
- «Золотой волос» (1979 год)
- «Травяная западёнка» (1982 год)

## Отзыв критика
Особым спросом пользовались лишь анимационные версии бажовских сказок, наивные и поучительные детские истории.
— Лариса Малюкова «СВЕРХкино» с.122

## Издание на видео
В России в 2000-е годы мультфильм выпущен на DVD изданием «Твик Лирек» в сборнике мультфильмов «Сказки Бажова» («Медной горы хозяйка», «Каменный цветок», «Подарёнка», «Малахитовая шкатулка» и «Синюшкин колодец»).
В 2007 году мультфильм снова выпущен на DVD изданием «Крупный План» в сборнике мультфильмов «Малахитовая шкатулка» («Малахитовая шкатулка», «Медной горы хозяйка», «Каменный цветок», «Подарёнка» и «Золотой волос»).